# Patricia Stevens
Patricia Stevens (Linden, 16 september 1945 – Rutland, Massachusetts, 26 mei 2010) was een Amerikaans actrice, vooral bekend geworden door het spelen nurse Baker in M*A*S*H. Eenmaal speelde ze echter nurse Able, in plaats van Baker. Verder sprak ze de stem van Velma in, bekend van Scooby-Doo. 

## Filmografie
- Crime of Passion (1984) – Group Member #5
- The Scooby & Scrappy-Doo/Puppy Hour televisieserie – Velma Dinkley (1982)
- The Richie Rich/Scooby-Doo Hour televisieserie – Velma Dinkley (Afl. onbekend, 1980-1982)
- Scooby-Doo and Scrappy-Doo televisieserie – Velma Dinkley (Afl. onbekend, 1979)
- Scooby Goes Hollywood televisiefilm (1979) – Velma Dinkley (voice-over)
- M*A*S*H televisieserie – Verpleegster Baker (12 afl., 1974-1978)
- The Bob Newhart Show televisieserie – Wanda Moss (Afl., Crisis in Education, 1978)
- Dynomutt Dog Wonder televisieserie – Velma Dinkley (1978, voice-over)
- The Scooby-Doo/Dynomutt Hour televisieserie – Velma (1976-1977, voice-over)
- Karen televisieserie – Wendy (Afl., Dena Might, 1975)
- M*A*S*H televisieserie – Verpleegster Able (Afl., Dear Mildred, 1975)
- The Skating Rink televisiefilm (1975) – Tucks moeder
- Police Woman televisieserie – Rol onbekend (Afl., The End Game, 1974)

- Library of Congress Control Number: no2013120599
- Virtual International Authority File: 305410804
- WorldCat: E39PBJmHGYpCKHV46cMRvfhWDq